# Símbolo de risco
Os símbolos de risco são pictogramas representadas em diversas, utilizados em rótulos, informações de produtos químicos ou placas. Eles servem para lembrar o risco do manuseio ou exposição à um produto, agente químico ou elemento, representando nos pictogramas os primeiros sintomas com o contato com a substância.
Os símbolos de segurança eram de acordo com as normas da União Europeia, no anexo II da Directiva 67/548/EEC até 2015.  
| Risco                  | Imagem | Utilização                                                                       |
| ---------------------- | ------ | -------------------------------------------------------------------------------- |
| Atenção                |        | Sinalizar um problema, risco ou alerta de um problema.                           |
| Tóxico                 |        | Sinalizar uma substância tóxica em um produto.                                   |
| Radiação ionizante     |        | Sinalizar o perigo de radiação ou um elemento radioativo.                        |
| Radiação não-ionizante |        | Sinalizar a presença de radiação não-ionizante, como ondas de rádio.             |
| Risco biológico        |        | Sinalizar a presença de agentes biológicos e o perigo de contaminação biológica. |
| Alta-tensão            |        | Sinalizar a presença de eletricidade de alta-voltagem.                           |

## Símbolos comuns
No Brasil, correspondem a norma NBR 7500 da ABNT. Segundo elas, os símbolos e indicações de perigo que devem ser utilizados são: 
- Corrosivo: o símbolo de um ácido activo (C),
- Explosivo: uma bomba detonante (E),
- Comburente: uma chama acima de um círculo (O),
- Inflamável: uma chama (F),
- Tóxico: a representação de uma caveira sobre tíbias cruzadas (T),
- Nocivo: uma cruz de Santo André (Xn),
- Irritante: uma cruz de Santo André (Xi),
- Perigoso para o meio ambiente: uma árvore seca e um peixe (N).

| Símbolo de segurança e nome     | Significado (Definição e Precaução) | Exemplos                                                  |
| ------------------------------- | --- | --------------------------------------------------------- |
| C Corrosivo                     | Classificação: Estes produtos químicos causam destruição de tecidos vivos e/ou materiais inertes. Precaução: Não inalar e evitar o contato com a pele, olhos e roupas.                                                                                            | - Ácido clorídrico - Ácido fluorídrico                    |
| E Explosivo                     | Classificação: Substâncias que podem explodir com choque físico ou calor. Precaução: evitar batida, empurrão, fricção, faísca e calor. | - Nitroglicerina - Pólvora - TNT - Fulminato de Mercúrio  |
| O Comburente                    | Classificação: Substâncias que podem acender ou facilitar a combustão, impedindo o combate ao fogo. Precaução: evitar o contato dele com materiais combustíveis.                                                                                                  | - Oxigênio - Nitrato de potássio - Peróxido de hidrogênio |
| F Inflamável                    | Classificação: Substâncias que podem pegar fogo com calor ou faísca. Precaução: Evitar contato com materiais ignitivos (fogo, calor, etc). | - Benzeno - Etanol - Acetona                              |
| F+ Extremamente inflamável      | Classificação: Líquidos e gases que podem pegar fogo facilmente,às vezes até abaixo de 0°C Precaução: evitar contato com materiais ignitivos (fogo, calor, etc).                                                                                                  | - Hidrogênio - Etino - Gás natural                        |
| T Tóxico                        | Classificação: Substâncias e preparações que, por inalação, ingestão ou penetração cutânea, podem implicar riscos graves, agudos ou crónicos, e mesmo a morte. Precaução: todo o contato com o corpo humano deve ser evitado.                                     | - Cloreto de bário - Monóxido de carbono - Metanol        |
| T+ Muito tóxico                 | Classificação: após inalado, ingerido ou absorção através da pele, provoca graves problemas de saúde e até mesmo morte. Precaução: todo o contato com o corpo humano deve ser evitado.                                                                            | - Cianureto - Trióxido de arsênio - Nicotina              |
| Xi Irritante                    | Classificação: Substâncias e preparações não corrosivas que, por contacto imediato, prolongado ou repetido com a pele ou as mucosas, podem provocar uma reação inflamatória. Precaução: gases não devem ser inalados e toque com a pele e olhos deve ser evitado. | - Cloreto de cálcio - Carbonato de sódio                  |
| Xn Nocivo                       | Classificação: Substâncias e preparações que, por inalação, ingestão ou penetração cutânea, podem implicar riscos de gravidade limitada; Precaução: deve ser evitado o contato com o corpo humano, assim como a inalação dessa substância.                        | - Etanol - Diclorometano - Cloreto de potássio            |
| N Perigoso para o meio ambiente | Definição: A libertação dessa substância na natureza pode provocar danos ao ecossistema a curto ou longo prazo Manuseio: devido ao seu risco em potencial, não deve ser liberado em encanamentos, no solo ou no ambiente.                                         | - Benzeno - Cianureto de potássio - Sulfato de cobre      |